# Yo no me llamo Rubén Blades
Yo no me llamo Rubén Blades es una película documental biográfico panameña-argentina-colombiana de 2018 dirigida por Abner Benaim. El documental sigue la vida de Rubén Blades, un músico, cantante, compositor, actor, activista y político panameño, y sus contribuciones a la "Revolución de la salsa" de Nueva York, un movimiento musical latinoamericano que se estima que duró entre 1968 y 1985. Fue seleccionada como la entrada panameña a la Mejor Película en Lengua Extranjera en la 91.ª edición de los Premios Óscar, pero no fue nominada.
Además de Rubén Blade, varias figuras clave de la escena musical latina aparecen o son entrevistadas en el documental, algunos de esos nombres son Gilberto Santa Rosa, Paul Simon, Junot Diaz, Sting y entre otros.